# Lothar Schellhorn
Lothar Schellhorn (* 6. Februar 1929; † 11. Mai 2006 in Berlin) war ein deutscher Schauspieler, Hörspiel- und Synchronsprecher.

## Leben
Lothar Schellhorn studierte an der Theaterhochschule Leipzig. Einzelheiten hinsichtlich seiner Bühnenlaufbahn konnten nicht ermittelt werden.
Vor den Fernsehkameras stand Schellhorn ab Beginn der 1960er-Jahre, häufig allerdings nur in kleinen Rollen.  Wiederholt wirkte er in den Krimiserien Der Staatsanwalt hat das Wort und Polizeiruf 110 mit, auch hier verkörperte er überwiegend Nebencharaktere. Lediglich in den Polizeiruf-Folgen Zwischen den Gleisen (1975) und der 1984 als Zweiteiler ausgestrahlten Episode Schwere Jahre war er jeweils in der Rolle des Ermittlers tätig.
Weitaus umfangreicher war Schellhorns Schaffen in der Hörspielproduktion. Unter den mehr als 200 in der ARD-Hörspieldatenbank nachgewiesenen Arbeiten finden sich neben anderen mehrere Einsätze in den Serien Waldstraße Nummer 7, Neumann, zweimal klingeln und Tatbestand, in der er auch in der allerersten Folge mitwirkte.
Lothar Schellhorn war daneben lange Jahre in der Synchronisation tätig. Zu den Kollegen, denen er seine Stimme lieh, gehörten unter anderem Brian Keith, Ralph Meeker und James Westerfield. Wiederholt wurde Schellhorn auch in der US-amerikanischen Westernserie Tausend Meilen Staub eingesetzt.

## Filmografie (Auswahl)
- 1963: Die Glatzkopfbande
- 1964: Blaulicht – Freizügigkeitsverkehr
- 1965: Und das soll Liebe sein?
- 1966: Die Söhne der großen Bärin
- 1966: Jagdgesellschaft
- 1967: Der Regenbogen
- 1968: Ich – Axel Cäsar Springer (2 Folgen)
- 1968: Der Staatsanwalt hat das Wort – Automarder
- 1968: Der Staatsanwalt hat das Wort – Störende Geräusche
- 1969: Seine Hoheit – Genosse Prinz
- 1969: Arbeiterfamilie (Sprecher)
- 1970: Im Spannungsfeld
- 1970: Wenn man vierzehn ist (Sprecher)
- 1971: Zwischen Freitag und morgen
- 1972: Polizeiruf 110 – Das Ende einer Mondscheinfahrt
- 1973: Alarm am See
- 1973: Eva und Adam oder Drum prüfe! (Fernsehfilm, 4. Teil)
- 1973: Das unsichtbare Visier – Das Wasserschloß
- 1974: Zum Beispiel Josef
- 1975: Kostja und der Funker
- 1975: Das Haus in der Rheinsteinstraße (Sprecher)
- 1975: Polizeiruf 110 – Zwischen den Gleisen
- 1976: Der Weg ins Nichts
- 1976: Der Staatsanwalt hat das Wort – Der Brief aus Slubice
- 1977: Zweite Liebe – ehrenamtlich
- 1977: Der Staatsanwalt hat das Wort – Fahrspuren
- 1978: Scharnhorst
- 1980: Archiv des Todes – Wettlauf mit der Zeit
- 1980: Unser Mann ist König (3 Folgen)
- 1981: Die Stunde der Töchter
- 1981: Feuerdrachen
- 1982: Der Bauerngeneral (3 Folgen)
- 1983: Der Staatsanwalt hat das Wort – Zur Kasse bitte
- 1984: Klassenkameraden
- 1984: Polizeiruf 110 – Schwere Jahre (1. Teil)
- 1984: Polizeiruf 110 – Schwere Jahre (2. Teil)
- 1984: Polizeiruf 110 – Inklusive Risiko
- 1986: Neumanns Geschichten
- 1986: Polizeiruf 110 – Ein großes Talent
- 1986: Polizeiruf 110 – Gier
- 1987: Mensch Hermann – Opa sieht doppelt
- 1989: Die gläserne Fackel – Die Stiftung
- 1989: Polizeiruf 110 – Gestohlenes Glück
- 1990: Polizeiruf 110 – Ball der einsamen Herzen

## Hörspiele (Auswahl)
- 1964: Mit Vollgas durchs Leben – Autor: Karel Nesvera – Regie: Jan Berger
- 1965: Pablo der Indio – Autor: Karl Bruckner – Regie: Peter Groeger
- 1965: Simplizissimus – Autor: Hans Jakob Christoffel von Grimmelshausen – Regie: Uwe Haacke
- 1967: Vorläufiger Bericht über die Entwicklung der Ansichten von Manfred M. – Autor: Ralph Knebel – Regie: Fritz Göhler
- 1968: Der Dorfdetektiv – Autor: Wil Wladimirowitsch Lipatow – Regie: Werner Grunow
- 1970: Scardanelli – Autor: Stephan Hermlin – Regie: Fritz Göhler
- 1970: Der erste Pionier – Autor: Ovidiu Zotta – Regie: Werner Grunow
- 1972: Die verbundene Hand – Autorin: Brigitte Gotthardt – Regie: Maritta Hübner
- 1972: Libussa – Autor: Franz Grillparzer – Regie: Peter Groeger
- 1973: Tatbestand (Folge 1: Ein Teller Makkaroni) – Autor: Hans Siebe – Regie: Ernst-Fritz Fechner
- 1973: Leben des Galilei – Autor: Bertolt Brecht – Regie: Fritz Göhler
- 1974: Der verschollene Krieger – Autor: Giorgio Bandini – Regie: Peter Groeger
- 1976: Hälfte des Weges – Autor und Regie: Fritz Göhler
- 1976: Michael Kohlhaas – Autor: Heinrich von Kleist – Regie: Hans-Diether Meves
- 1977: Blau ist die Nacht – Autor: Joachim Brehmer – Regie: Fritz-Ernst Fechner
- 1978: Sommer in Kriebusch – Autor: Hans Siebe – Regie: Fritz-Ernst Fechner
- 1978: Die saubere Armella – Autor: Rainer Lindow – Regie: Horst Liepach
- 1979: Spätlese – Autor: Hans Siebe – Regie: Ernst-Fritz Fechner
- 1980: Stille Post – Autoren: Victor Klemperer und Lia Pirskawetz – Regie: Horst Liepach
- 1980: Einmal Alltag hin und zurück – Autorin: Gisela Richter-Rostalski – Regie: Christa Kowalski
- 1981: Die traurige Stadt – Autor: Reinhard Kuhnert – Regie: Uwe Haacke
- 1982: Kaddisch für Liebermann – Autor: Walter Püschel – Regie: Maritta Hübner
- 1982: Solang du jung bist – Autor: Georgi Danailow – Regie: Helmut Hellstorff
- 1983: Besuch aus dem Nebel – Autor: Otto Bonhoff – Regie: Rüdiger Zeige
- 1983: Erfolg – Autor: Lion Feuchtwanger – Regie: Werner Grunow
- 1986: Lehrjahre – Autor: Michael Sollorz – Regie: Bert Bredemeyer
- 1989: Die kleine Schlange – Autor: Jan Eik – Regie: Edith Schorn
- 1990: Pöschkes Tod – Autor: Heinz Pelka – Regie: Detlef Kurzweg
- 1991: Ich habe getötet – Autor: Ulrich Frohriep  Regie: Wolfgang Rindfleisch
- 1991: Iphigenie in Freiheit – Autor: Volker Braun – Regie: Fritz Göhler
- 1992: Der Mondvogel – Autor: Jorge Díaz – Regie: Fritz Göhler